# Marina Chiche
Pour les articles homonymes, voir Chiche.
Marina Chiche est une violoniste française née le 10 novembre 1981 à Marseille.

## Biographie
Marina Chiche est née à Marseille en 1981. Elle commence le violon à l'âge de 3 ans.

### Formation
Elle étudie au conservatoire national de région de Marseille avec Jean Ter-Merguerian puis à 16 ans, rentre première nommée au Conservatoire national supérieur de musique de Paris. Elle y obtient quatre Premiers prix : violon, musique de chambre (classe de Pierre-Laurent Aimard), analyse et esthétique.
Elle se perfectionne ensuite auprès de Boris Kuschnir à Vienne puis auprès d'Ana Chumachenco à l'université de musique et des arts de Munich. Elle suit également l'enseignement de Ferenc Rados à Budapest et obtient un master en musique ancienne à l'université des arts de Berlin. Elle a suivi de nombreuses masterclasses (Verbier Academy, Académie de Sienne) auprès de maîtres tels que Joseph Silverstein, Ida Haendel, Gerhard Schulz, David Takeno et György Kurtag.
En 2016, elle obtient un doctorat en esthétique, théorie et pratique des arts à l'université de Lille.

### Concertiste
En 2003, elle fait ses débuts phonographiques par l'intégrale des sonates de Brahms avec le pianiste Vahan Mardirossian pour le label Intrada. L'album reçoit un accueil chaleureux de la critique : « Recommandé » par Répertoire, « Coup de cœur » de Piano Magazine et RTL. Elle participe également à l'enregistrement de la « Musique de chambre » d'Éric Tanguy pour le label Transart Live. Elle grave ensuite chez Intrada un album solo Après une lecture de Bach du compositeur Karol Beffa.
Elle a donné des concerts dans le monde entier en soliste avec orchestre, en récital ainsi qu'en musique de chambre. Elle joue avec l'Ensemble orchestral de Paris, les orchestres de Lille, Bretagne, Picardie, Mulhouse, Cannes, Oural, Colombie, Kanazawa, Sinfonia Varsovia.
Elle est dirigée, entre autres, par Frédéric Lodéon, Stefan Sanderling, John Nelson, Peter Csaba, Philippe Bender, Edmon Colomer, Fayçal Karoui, Dimitri Liss, Joshua dos Santos. Elle est invitée dans divers festivals français et étrangers : Printemps des arts à Monaco, MIDEM à Cannes, Flâneries musicales de Reims, Festival International de Menton, Festival des jeunes solistes à Antibes, festival de Sully et du Loiret, Les Arcs, Cité de la musique, Midis musicaux du Châtelet, Deauville, Périgord noir, Italie, Sarasota Music Festival-USA, Prussia Cove en Angleterre, Autriche, Suisse, Festival d'Istanbul-Turquie, Ukraine, Danemark.
Elle se produit notamment aux côtés de J. Silverstein, Gérard Caussé, Renaud et Gautier Capuçon, Marc Coppey, Jérôme Ducros, Jérôme Pernoo, Vladimir Mendelssohn, Jonathan Gilad, Pierre-Laurent Aimard, Augustin Dumay, Florent Boffard, Anssi Karttunen, Magnus Lindberg, Chen Halevi et Guillaume Meurice.
En 2014, lors de la Folle Journée du 3 mai à Tokyo, Marina Chiche interprète Les Quatre Saisons d'Antonio Vivaldi .
Depuis 2013, elle joue régulièrement en duo avec le pianiste Abdel Rahman El Bacha. Ils jouent tous les deux par cœur,.
Elle sort un disque intitulé Post-scriptum pour le label NoMadMusic en duo avec le pianiste Aurélien Pontier,, chaleureusement accueilli par la presse (5 étoiles de Classica).
Marina Chiche joue un violon napolitain de Giuseppe Gagliano (it) de 1762. Depuis l'automne 2020, l'association Zilber-Vatelot-Rampal lui prête un violon de Jean-Baptiste Guadagnini de 1784.[réf. souhaitée]

### Professeur
De 2009 à 2010, Marina Chiche est professeur invité à l'université nationale des arts de Taïwan à Taipei.
De 2013 à 2018, elle enseigne le violon et la musique de chambre à la Haute école de musique de Trossingen dans le Land de Bade-Wurtemberg, en Allemagne, où elle dirige le département Cordes. Dans le cadre de ses fonctions pédagogiques, elle donne de nombreuses masterclasses Erasmus à Tallinn, Riga, Birmingham, Bruxelles. Elle est sélectionnée par l'Association européenne des conservatoires et écoles supérieures de musique (AEC), dans un groupe de travail sur l'innovation pédagogique.
De retour à Paris, elle donne des séminaires sur la musique à Sciences Po Paris et Reims sur des thématiques comme Musique et politique au XXe siècle ou Musique classique à l'ère du digital.

### Médias
Marina Chiche est soucieuse de rendre la musique classique accessible à tous. Active sur les réseaux sociaux, elle publie des articles dans son site sur les coulisses de la vie de musicien « Tout ce que vous avez toujours voulu savoir sur la vie d'un musicien pro »,.
Au début de la crise du Covid-19, à la suite de l'annulation de dernière minute du concert de lancement de son nouveau disque, elle fait avec Aurélien Pontier un récital en streaming live suivi et commenté. Pendant le confinement, elle crée L'Atelier de Marina en ligne sur sa page Facebook où elle joue et présente des œuvres de manière interactive avec les internautes.
Au printemps 2020, elle interprète « Liebesleid » de Fritz Kreisler et une Sarabande de JS Bach pour l'association Musique et Santé.
Elle publie aussi dans les magazines la Lettre du musicien, Socialter et Vanity Fair.
Elle écrit pour la rubrique « Scène » du magazine culturel Transfuge.
À l'été 2019, Marina Chiche rend hommage à la violoniste Ginette Neveu, sur France Musique, à l'occasion du centième anniversaire de sa naissance. La série, composée de huit épisodes d'une heure, est intitulée Mon cœur est un violon. L'été suivant, elle consacre une saison 2 aux violonistes historiques.
Le dimanche après-midi 30 août 2020, elle succède à Frédéric Lodéon et son émission Carrefour de Lodéon avec « Vous avez dit classique ? Chiche ! ».
Dans chaque émission, elle fait écouter une œuvre de compositrice.
Le 24 février 2021, elle coprésente avec Stéphane Bern les 28e Victoires de la musique classique en direct depuis l'Auditorium Maurice-Ravel de Lyon.
Le 1er septembre 2021, elle rejoint l'émission Par Jupiter ! sur France Inter. Sa première chronique s'intitule Tuto de violon.

## Discographie
- 2003 : 
  - Sonates pour violon et piano Brahms avec Vahan Mardirossian. Label Intrada. Coup de cœur de Piano Magazine et RTL, Recommandé de Répertoire.
  - Culturesfrance. CD série « Déclic ».
  - Victoires de la Musique. Wieniawski.
- 2004 : 
  - Musique de chambre d’Eric Tanguy Transart live.
  - DVD Victoires de la Musique avec l’Orchestre de Paris.
- 2007 : 
  - autour de l’exposition Lalique. Musée du Luxembourg. Debussy, Kreisler.
  - live .Saint-Saëns, Sarasate, Massenet avec l’Orchestre de la Garde Républicaine.
- 2008 : Après une lecture de Bach. Récital pour violon seul. Bach, Ysaye, Prokofiev, Beffa. Label Intrada.
- 2009 : live. Granados-Kreisler, Ponce, Piazzolla
- 2015 : Hermann Götz – Piano Quartet / Piano Quintet avec Oliver Triendl, Peijun Xu, Niklas Schmidt, Matthias Beltinger. Label TYXart.
- 2020 : Post-scriptum - 18 miniatures pour violon. Hommage à Jascha Heifetz & Kreisler. Avec Aurélien Pontier, piano. Label NoMadMusic. Choix de France Musique.

## Publication
- Christian Accaoui (dir.), Marina Chiche et al., Eléments d'esthétique musicale, Actes Sud, mars 2011, 800 p. (ISBN 978-2-7427-9601-4)

## Distinctions
En 2003, elle est nommée Révélation Classique de l'ADAMI. Elle est soutenue par le programme Déclic - AFAA - Mécénat musical Société générale.
En 2004 et 2005, présentée au grand public par les Victoires de la musique classique, elle est nommée à deux reprises dans la catégorie « Révélation instrumentale française ». Elle est reçue au palais des festivals de Cannes par Frédéric Lodéon.
En 2020, elle fait partie de la promotion des Young Leaders composée de dix français remarqués par la French-American Foundation.
- Chevalier de l'ordre des Arts et des Lettres (2023)